# Бродячие псы
«Бродячие псы» (кит. 郊遊) — кинофильм режиссёра Цай Минляна, вышедший на экраны в 2013 году.

## Сюжет
Мужчина с двумя своими детьми бродяжничает по тайваньской столице. Днём он стоит с рекламным плакатом на перекрёстке, пока дети шляются по магазинам и торговым центрам, где можно умыться в общественном туалете. Ночь они проводят в заброшенном здании. Несколько раз дети встречают похожую на мать женщину (её играют три разные актрисы), которая украдкой за ними наблюдает. В конце концов, когда начинается сильный ливень, она присоединяется к семье, принимая на себя роль матери.
Фильм отличается крайне медленным, тягучим повествованием и содержит много статичных сцен, в которых почти ничего не происходит или персонажи совершают рутинные, обыденные действия.

## В ролях
- Ли Каншэн — отец
- Лу Ичин — женщина
- Чэнь Шианчи — женщина
- Ян Куэймэй — женщина
- Ли Ичэн — сын
- Ли Ичиэ — дочь
- У Цзинькай — Ван

## Награды и номинации
- 2013 — Гран-при жюри и специальное упоминание «Золотая мышь» на Венецианском кинофестивале.
- 2013 — участие в конкурсной программе Чикагского кинофестиваля.
- 2013 — два приза Азиатско-тихоокеанского кинофестиваля за лучшую мужскую роль (Ли Каншэн) и за лучший звук, а также 3 номинации: лучший фильм (Цай Минлян), лучший режиссёр (Цай Минлян), лучшая операторская работа (Ляо Пэньцзун, Шун Унчон).
- 2013 — специальный приз жюри таллиннского кинофестиваля «Тёмные ночи».
- 2013 — приз за лучшую режиссуру на Дубайском кинофестивале.
- 2013 — две премии «Золотая лошадь» за лучшую режиссуру (Цай Минлян) и за лучшую мужскую роль (Ли Каншэн), а также 3 номинации: лучший фильм, лучшая операторская работа (Ляо Пэньцзун, Шун Унчон, Лу Чинсин), лучшие звуковые эффекты.
- 2014 — 4 номинации на Азиатскую кинопремию: лучший фильм, лучший режиссёр (Цай Минлян), лучший актёр (Ли Каншэн), лучшая операторская работа (Ляо Пэньцзун, Шун Унчон, Лу Чинсин).
- 2014 — премия Национального общества кинокритиков США за лучший фильм, всё ещё ждущий американского проката.
- 2014 — приз Тайбэйского кинофестиваля за лучшую мужскую роль (Ли Каншэн), а также номинация за лучший фильм.